# Marc Culler

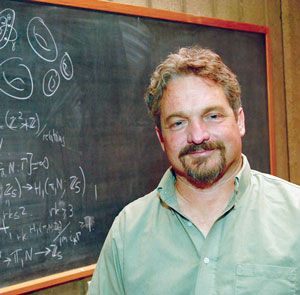
Marc Culler

Marc Culler (* 22. November 1953) ist ein US-amerikanischer Mathematiker, der sich mit niedrigdimensionaler Topologie, hyperbolischer Geometrie und geometrischer Gruppentheorie befasst.

## Leben
Culler (der Sohn von Glen Culler) studierte an der University of California, Santa Barbara mit dem Bachelor-Abschluss 1973 und wurde 1978 bei John Stallings an der University of California, Berkeley, promoviert (Genus of elements in a free group). Als Post-Doktorand war er Instructor an der Rice University. 1982 wurde er Assistant Professor an der Rutgers University und 1986 Associate Professor und 1993 Professor an der University of Illinois at Chicago.
1986/87 war er am Institute for Advanced Study und mehrfach am MSRI (1984/85, 1989, 1994). Er ist Fellow der American Mathematical Society. Von 1986 bis 1988 war er Sloan Research Fellow. 1987 bewies er mit Peter Shalen, John Edwin Luecke und Cameron Gordon das Cyclic Surgery Theorem. Er veröffentlichte auch viele weitere Arbeiten mit Shalen und arbeitete mit Karen Vogtmann zusammen (Culler-Vogtmann Outer Space).

## Schriften
- mit Peter B. Shalen: Varieties of group representations and splittings of 3-manifolds. In: Annals of Mathematics. Band  117, Nr. 1, 1983, S. 109–146, doi:10.2307/2006973.
- mit Daryl Cooper, Henri Gillet, Darren D. Long, Peter B. Shalen: Plane curves associated to character varieties of 3-manifolds. In: Inventiones Mathematicae. Band 118, 1994, S. 47–84, (A-Polynom eines Knotens).
- mit Karen Vogtmann: A group-theoretic criterion for property FA. In: Proceedings of the American Mathematical Society. Band 124, 1996, S. 677–683, doi:10.1090/S0002-9939-96-03217-0.